# Dự án Tháp truyền hình Việt Nam
Dự án Tháp truyền hình Việt Nam là một dự án với mục tiêu xây dựng một tháp truyền hình cao 636 mét tại Hà Nội.

## Lập dự án
Tháng 3 năm 2015 Thủ tướng Chính phủ Nguyễn Tấn Dũng đồng ý cho phép Đài truyền hình Việt Nam (VTV) và Tổng công ty Đầu tư và Kinh doanh vốn Nhà nước (SCIC) lập công ty cổ phần để đầu tư dự án Tháp Truyền hình Việt Nam. Theo đó VTV được lựa chọn thêm đối tác là doanh nghiệp tư nhân góp vốn tham gia công ty. Phần vốn góp của VTV trong công ty sẽ là vốn huy động, vốn cổ phần hóa các doanh nghiệp của VTV; phần vốn góp của SCIC là vốn kinh doanh. Khi dự án có hiệu quả, VTV và SCIC được phép bán cổ phần để thu hồi vốn. Doanh nghiệp tư nhân được VTV chọn để tham gia dự án là BRG Group.
Dự kiến tháp sẽ được xây trên khu đất rộng hơn 14 ha tại khu trung tâm đô thị Tây Hồ Tây. Ngoài phục vụ truyền hình, tháp còn được kỳ vọng sẽ là điểm nhấn du lịch, phát triển thương mại...

## Quy mô
Nếu được xây dựng, đây sẽ là Tháp Truyền hình cao nhất thế giới với chiều cao 636 m (cao hơn 2 m so với Tháp Truyền hình cao nhất thế giới hiện nay ở Tokyo, Nhật Bản). Theo ông Trần Bình Minh - Tổng giám đốc Đài Truyền hình Việt Nam, đích thân Thủ tướng Nguyễn Tấn Dũng đã chỉ đạo: "tháp truyền hình sẽ phải cao nhất Châu Á". Ông Trần Bình Minh cho biết đó là: "mơ ước của không biết bao nhiêu thế hệ những người làm việc tại VTV"
Vốn đầu tư công trình được cho là lên tới 1,5 tỷ USD.

## Các ý kiến phản biện
Xét về chức năng thuần túy, phục vụ phát sóng truyền hình thì rất nhiều ý kiến phản đối vì thập niên 1990 trở về trước, khi truyền hình còn dùng tín hiệu analog thì chiều cao của tháp đóng vai trò quan trọng (tháp càng cao thì tín hiệu truyền càng tốt), còn ngày nay truyền hình đã và đang chuyển sang tín hiệu cáp, tín hiệu vệ tinh, internet thì chiều cao của tháp không còn ý nghĩa, xây tháp cao chỉ gây lãng phí chứ không có tác dụng thực tế
Tiến sĩ Đào Ngọc Nghiêm, Phó Chủ tịch hội Quy hoạch phát triển đô thị Hà Nội cho rằng không nhất thiết cái gì Việt Nam cũng vươn lên hàng đầu thế giới mà phải cân nhắc thận trọng và xem xét điều kiện kinh tế thực tế: "có cần làm như thế không trong khi nền kinh tế của chúng ta đang rất khó khăn như hiện nay. Nợ công tăng cao, nguy cơ vượt ngưỡng an toàn". Ngoài ra theo ông thì trong Quy hoạch chung Thủ đô Hà Nội đến năm 2030 và tầm nhìn đến năm 2050 đã được Thủ tướng phê duyệt, không có ý định đưa tháp truyền hình thành biểu trưng của Thủ đô Hà Nội. Vì vậy nếu được xây thì Tháp sẽ nằm ngoài quy hoạch.
Về ý kiến dùng Tháp truyền hình để thu hút khách tham quan, thì theo ông Vũ Thế Bình (phó chủ tịch Hiệp hội Du lịch Việt Nam) cho là không thực tế bởi vì: "không đến 1% lượng khách đến tham quan Thượng Hải lên tham quan tháp truyền hình nổi tiếng ở đây" và "có nhiều ngành làm việc gì cũng cứ vin vào là làm cho du lịch, nhưng thật sự họ không hỏi ngành du lịch cái đó có khả năng thu hút du khách hay không".
Về vị trí xây tháp, ông Phạm Hà (giám đốc Công ty du lịch Luxury Travel), cho rằng: "xây quá xa, không thuận lợi cho di chuyển, mà lại chỉ ngắm sông Hồng thôi thì khó trở thành điểm tham quan cho du khách".

## Hủy bỏ
Tin cho hay dự án tháp truyền hình 'cao nhất thế giới' mới góp vốn mới góp được 150 tỷ đồng trong số vốn điều lệ 600 tỷ đồng trong lúc cả VTV và SCIC đều "xin rút".
Truyền thông Việt Nam cho biết, từ cuối tháng 5/2017, Đài truyền hình Việt Nam "đề nghị thoái toàn bộ hoặc phần lớn vốn tại Công ty cổ phần Tháp truyền hình Việt Nam. Điều đó cũng đồng nghĩa VTV sẽ không tham gia đầu tư dự án Tháp truyền hình Việt Nam - một trong những tháp theo dự kiến ban đầu sẽ thuộc loại cao nhất thế giới. Lý do của đơn vị này là hiện cần tập trung ưu tiên dành nguồn lực đầu tư cho sản xuất chương trình và phát triển kinh doanh trong lĩnh vực truyền hình." VnExpress tường thuật.
"Tổng công ty Đầu tư và Kinh doanh vốn Nhà nước (SCIC) chủ trương đưa Công ty cổ phần Tháp truyền hình Việt Nam vào danh mục điều chỉnh triển khai thoái vốn (rút 100% vốn khỏi công ty) do dự án không nằm trong danh mục hiện hữu mà Nhà nước cần chi phối hoặc đầu tư góp vốn trong định hướng phát triển của SCIC. Mặt khác, theo báo cáo của VTV thì hiện tại dự án chưa được Thủ tướng phê duyệt, chưa triển khai thực hiện."